# W. Irving Clark House
La W. Irving Clark House è una residenza storica situata al 211 S. La Grange Road, La Grange, Illinois, negli Stati Uniti. Costruita nel 1893, la casa è stata attribuita al celebre architetto Frank Lloyd Wright, anche se per lungo tempo la paternità del progetto è stata incerta.
La W. Irving Clark House è una residenza privata e non è accessibile al pubblico. Restaurata alla fine degli anni '80, conserva molti dei suoi dettagli architettonici originali, mantenendo viva la testimonianza del primo periodo progettuale di Frank Lloyd Wright.

## Storia e attribuzione
La W. Irving Clark House fu commissionata nel 1892 e completata nel 1893 durante il periodo in cui Wright lavorava presso lo studio di Adler & Sullivan. Il contratto con Adler e Sullivan vietava a Wright di accettare progetti indipendenti, ma, per integrare il reddito, progettò diverse "case bootleg", ovvero residenze realizzate senza il consenso dello studio. Questo causò una disputa che portò Louis Sullivan a licenziare Wright nel 1893.
La casa fu inizialmente attribuita a E. Hill Turnock, un altro disegnatore dello studio Adler & Sullivan, probabilmente per evitare problemi legati al contratto di Wright. Tuttavia, negli anni '70, un set di disegni originali firmati da Wright venne ritrovato durante una demolizione. La loro autenticità fu confermata da Bruce Brooks Pfeiffer, direttore degli archivi di Taliesin West, associando definitivamente la casa a Wright.
La prima pubblicazione che accreditò Wright come architetto risale al 1894 nella rivista Inland Architect & News Record, con una fotografia della residenza accompagnata dalla didascalia: "Residence of W. I. Clark, La Grange, Illinois. Frank L. Wright, Architect."

## Architettura
La W. Irving Clark House è un esempio del primo periodo progettuale di Wright, con richiami stilistici alla sua residenza e studio di Oak Park. La struttura include:
- 15 stanze e 4 camini.[1]
- Un terzo piano con una sala da ballo.[1]
- Una facciata dominata da un grande timpano spiovente e una finestra in stile Palladiano sopra l’ingresso principale.[1]
- Finestre a bovindo con motivi a vetro piombato a forma di diamante, simili a quelli utilizzati nella casa di Oak Park e nella Emmond House, situata nelle vicinanze.[3]
- Una veranda a forma di mezzo ottagono, elemento frequente nel vocabolario architettonico di Wright in questo periodo.[3]

La casa combina influenze pittoresche con elementi geometrici distintivi, evidenziando la sperimentazione di Wright con nuove forme e materiali.

## Proprietari storici
Tra i proprietari più noti della casa si ricordano:
- Capitano Charles Sherman Bentley, comandante della Commandery of the State of Illinois, che utilizzò il terzo piano come museo militare. Negli anni, la casa ospitò visite scolastiche locali, documentate nei giornali dell'epoca.[3]
- Joel Daley, noto conduttore di notiziari a Chicago, che scoprì il legame con Wright mentre abitava la casa negli anni '70.[3]

## La casa nella storia locale
La W. Irving Clark House è uno dei simboli architettonici di La Grange. In occasione del centenario del villaggio, la casa fu inclusa in un quilt commemorativo, oggi esposto nella biblioteca pubblica di La Grange. Il quilt raffigura anche altre residenze storiche, tra cui la Stephen B. Hunt House, un altro progetto di Wright.